# 沓澤亮治
沓澤 亮治（くつざわ りょうじ、1967年〈昭和42年〉7月29日 - ）は、日本の政治活動家。靖國神社終身正会員。資格は獣医師。政治団体「しきしま会」の代表として活動し、2011年のフジテレビ抗議デモを筆頭に数々の政治デモを行う。2024年時点では「日本改革党」の代表である。主にくつざわ亮治の名義を用いる。

## 来歴
福島県出身。福島県立磐城高等学校、麻布大学獣医学部獣医学科卒業。獣医師。
2010年から、インターネット上に動画を投稿する。ボウズP（プロパガンダ）を名乗り、政治系ユーチューバーとして活躍する。
2011年11月9日、インターネット上の闇サイトで注射器を無許可販売したなどとして逮捕される。
2019年に豊島区議会選挙に「NHKから国民を守る党」から出馬して当選し、2019年から2022年まで豊島区議会に所属。豊島区議会選挙の投開票日の8日後に、NHKから国民を守る党から離党が明らかにされ、区議会の一人会派「テレビ改革党」代表を経て、2021年から「日本改革党」代表を務める。
2021年10月、肺癌で右肺切除手術を受けた。
2022年6月15日に豊島区議会議員を辞職し、第26回参議院議員通常選挙に東京都選挙区から立候補したが、同年7月10日の開票の結果、得票46641票、34人中15位で落選した。以後はインターネット上での言論活動、選挙への立候補者の支援、デモ開催、北朝鮮による拉致被害者の奪還の署名活動などを行っている。
2025年7月の第27回参議院議員通常選挙では日本改革党から10人の候補者を擁立し、自らも比例区で立候補したが、党の得票が55232票に留まり議席を獲得できなかったため落選。

## 政策・主張
2022年の参院選への立候補以降、以下のような主張をしている。

### 国防
- 核武装に賛成
- スパイ防止法の制定
- 海上保安庁予算の拡充、不審船は撃沈

### 外交
- 韓国から竹島の奪還
- ロシアから北方領土の奪還
- 北朝鮮から拉致被害者の奪還
- 海外支援予算の見直し

### 内政
- 外国人生活保護の廃止
- 外国人留学生補助金の廃止
- 外国人育成就労制度の廃止
- 外国人特定技能在留制度の廃止
- 出入国在留管理庁予算の拡充、不法滞在者の取り締まり強化
- 国内の難民申請窓口を封鎖
- 移民受け入れに反対
- 外国人参政権に反対
- 住民投票条例の導入に反対[PR 7]
- 男女共同参画予算の徹底見直し
- 森林環境税制度の廃止
- 生活保護以下の人は無税
- レジ袋有料化の廃止

### エネルギー
- 原子力発電の活用

### 教育・子育て
- こども家庭庁予算の見直し
- 出産一時金は日本人のみ

### 医療
- 過剰な延命治療の見直し
- 安楽死の合法化

### 社会保険
- 外国人の健康保険は別会計

### 憲法
- 憲法改正、特に、前文及び第9条の廃止等を提案

### 経済
- 消費税の減税、将来的には廃止

### メディア
- NHKスクランブル放送の実現
- 悪質捏造報道に対する刑罰の制定

### 表現の自由
- 漫画やアニメ、ゲームなどの一切の表現規制に反対

### 皇室（国体護持）
- 皇室男系維持、女系天皇反対

### 家族法・ジェンダー思想の禁止・戸籍制度の保護
- 夫婦別氏（いわゆる夫婦別姓）に反対
- 同性婚に反対
- LGBT理解増進法の廃止[PR 7]

## 活動

### 議会
- 2019年9月   外国人生活保護反対
- 2019年9月   業者(NHK)の約束無しの夜間訪問を規制する条例制定についての請願
- 2019年11月 NHK集金人による被害
- 2020年2月   NHK犯罪、逮捕者、区のＮＨＫ受信契約状況
- 2020年6月   外国人出産育児一時金反対
- 2020年9月   外国人生活保護反対
- 2020年11月 NHK集金人の深夜訪問禁止を求める
- 2021年2月   外国人国民健康保険滞納等
- 2021年3月   男女共同参画を批判[PR 8]
- 2021年6月   日本共産党違法タスキを指摘
- 2021年9月   外国人生活保護反対

（この期間、肺癌手術,抗癌剤治療）
- 2022年6月   外国人生活保護、外国人出産育児一時金、外国人国保滞納、外国人留学生への超優遇に対し冷遇されている日本人学生へ区独自の奨学金制度を[PR 9]

### 日本共産党への批判
2021年6月、豊島区議会一般質問で、くつざわは「選挙を健全で公正に」と題して、日本共産党の議員が選挙期間外に名前入りタスキを使用する選挙違反を行ったと批判した。
このとき、くつざわは「共産党がもし権力を握ったら、あなたから全てを奪い、あなたを奴隷に落とす、逆らえば殺される。」「共産党は危険だ、滅ぼすべきだ」などと発言した。この発言について、6名の議員が懲罰特別委員会の設置を求めた。
2021年7月に第一回懲罰特別委員会、同年9月に第二回懲罰特別委員会が開催された。その結果、くつざわへの懲罰は、採決で否決された。

### NHKスクランブルデモ
2021年5月と同年6月、いずれも池袋において「NHKネット徴収ゆるさないデモ」を主催した。また、2022年3月には池袋で、同年5月と10月には渋谷で、「NHKスクランブル放送要求デモ」を主催した

## 事件・発言

### 薬事法違反
2011年11月、インターネット上の闇サイトで注射器を無許可販売したとして、警視庁サイバー犯罪対策課に薬事法違反の容疑で逮捕された。懲役2年執行猶予3年の判決となった。農林水産省から獣医師法に基づき2年間の業務停止処分を受ける。
この件についてくつざわは、2022年7月参院選の政見放送で「旧知の顧客であるブリーダーに、自家で使用する目的で注射器を譲ったところ薬事法違反で逮捕されました。処方であると主張しましたが、聞き入れられず、懲役2年執行猶予3年の有罪判決を受けました」と言及した。

### 性被害に関する差別的発言との批判
2019年12月、伊藤詩織が性暴力被害の訴訟で勝訴したことを受け、当時豊島区議会議員であったくつざわは「女性が社会的・経済的に攻撃できる判例が出た。恋をして結婚したい男女にとって非常に不利な判決」「少子化が加速する」などとTwitterに投稿した。また、訴訟から男性を守るため「性交承諾書」を持つ必要があるとして、フォーマットを公開した。この投稿に対して「女性差別だ」などの苦情や意見が豊島区役所に寄せられた。苦情を受けて、区議会に「性暴力の根絶を目指す決議案」が出されたが、賛成少数で否決された。
その後、性暴力の被害者の区民の女性が署名活動を行い、区議会に請願が提出された。この請願は、くつざわが差別発言やヘイトスピーチを繰り返しているとして、区議会に性暴力や差別発言に反対する意志を示し、議会に対策指針を作ることなどを求める内容だった。くつざわの問題視されたツイートには、「中共肺炎の検査場所が伏せられている理由は在日敵国人が検査妨害するから」「今日の埼玉県西川口市の画像が寄せられました。中国共産党の『日本人からマスクを横取りし中共ウィルス感染者を増加させ、自国の被害を相対的に小さく見せる作戦』の買い占め部隊と思われ。並んでる人たちに、どっかから日当が出てるかどうか聞きたい」などがあった。この豊島区議会に提出された請願について、くつざわは「（請願者の）氏名、住所は把握している」などとTwitterに投稿した。請願者は「身の危険を感じた。正式な形で声を上げた区民への抑圧だ」と指摘し、豊島区議会の各会派は「脅迫に近い発言で大問題」と批判した。請願を受けて、区議会で「性暴力の根絶を目指す決議案」と「性犯罪に関する刑法規定の見直しを求める意見書案」が議員提出され、賛成多数で可決された。

## 著書
- 『日本は超個体である　―世界中で、なぜ日本の先人だけが特攻したのか。出来たのか。国を守るためには、今の日本人も特攻するのだろうか。―』夢玄舎、2022年9月15日。ASIN B0BFJLC1D3。（自費出版）
- 『河野太郎に訴えられました』ライティング、2024年10月3日。ISBN 978-4434347405。